# Chidistavi
Chidistavi (Georgisch: ხიდისთავი) is een dorp in het zuidwesten van Georgië met ongeveer 300 inwoners (2014), gelegen in de regio Goeria in het noordwesten van de gemeente Tsjochataoeri. Chidistavi is gesitueerd op 145 meter hoogte in een vallei aan de noordrand van het Meschetigebergte aan de Goebazeoeli, een linkerzijrivier van de Soepsa. Het dorp ligt zeven kilometer ten zuidwesten van het gemeentelijke centrum Tsjochataoeri en 20 kilometer ten noordoosten van regiohoofdstad Ozoergeti.

## Geschiedenis
De geschiedenis van Chidistavi gaat minimaal terug naar de late middeleeuwen. Het dorp stond toen bekend onder de naam Otschana (ოცხანა), en kende rond 1560 twintig huishoudens. Later groeide de nederzetting uit tot een marktplaats met een groot regionaal bereik.
In 1876 had Chidistavi 1.934 inwoners verspreid over 325 huishoudens. In 1903 kwam er een openbare leeskamer, een ontwikkeling die in meerdere Goeriaanse dorpen plaatsvond. Tijdens de revolutie van 1905 hield Jozef Stalin een toespraak in het dorp. Een obelisk herinnert aan dit feit, een van de enkele nog overgebleven Stalin-monumenten in Goeria en een uitzondering in Georgië.

### Wijn
De Georgische wijnsoort Otschanoeri Sapere komt uit Chidistavi, vernoemd naar de oorspronkelijke naam van het dorp. Deze wijn wordt tegenwoordig vooral in de regio Imereti gemaakt, en wordt als de beste rode wijn van die regio gezien. In Chidistavi wordt de wijn nog sporadisch geproduceerd.

## Demografie
Volgens de volkstelling van 2014 had Chidistavi 303 inwoners. Chidistavi was volgens deze volkstelling mono-etnisch Georgisch.
| Aantal                                                                    | 1.934 | 875 | 463 | 303 |
| Verantwoording data: 1876, Volkstelling 1923, volkstellingen 2002 en 2014 |       |     |     |     |

## Bestuurlijke indeling
Chidistavi is het centrum van de gelijknamige dorpsgemeenschap (თემი, temi), dat nog vijf nabijgelegen dorpen omvat: Achalsjeni, Metsieti, Tsipnagvara, Tsjatsjieti en Zenobani.

## Vervoer
Chidistavi ligt aan de nationale route Sh81 tussen gemeentelijk centrum Tsjochataoeri en balneologisch kuuroord Bachmaro hoog in het Meschetigebergte. Het dichtstbijzijnde spoorwegstation is in Ozoergeti.

## Foto's

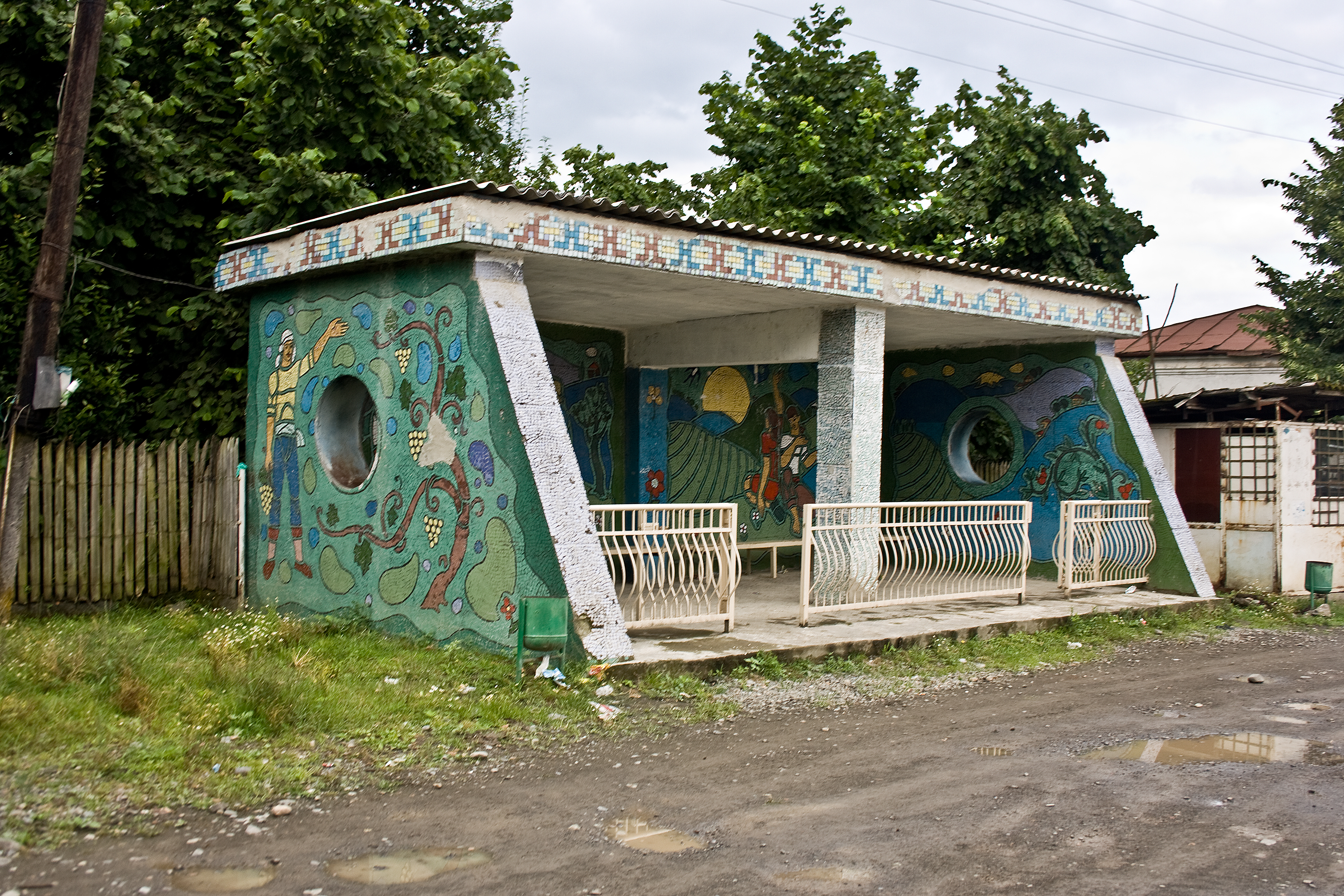
Kleurrijke bushalte
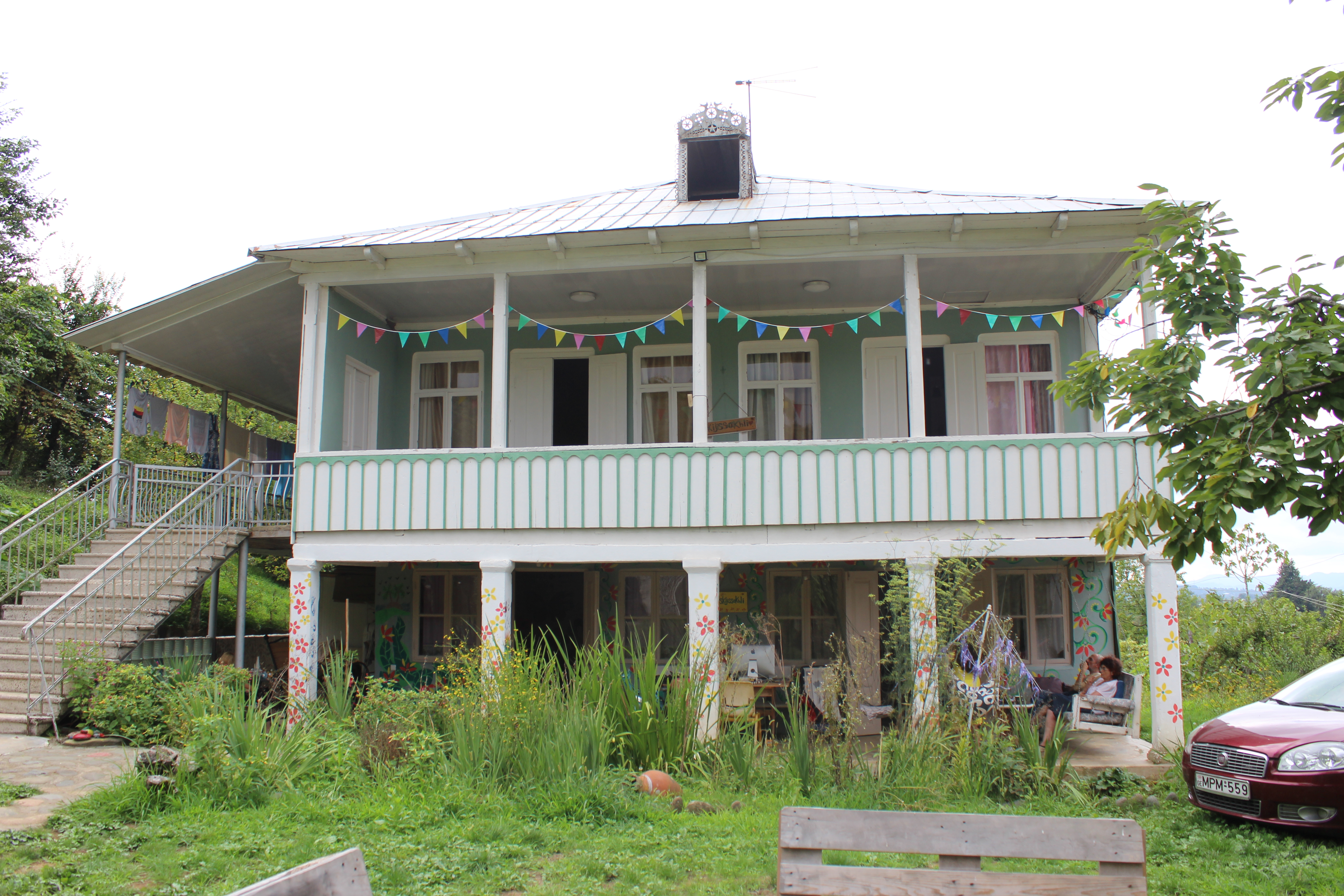
Een traditioneel huis
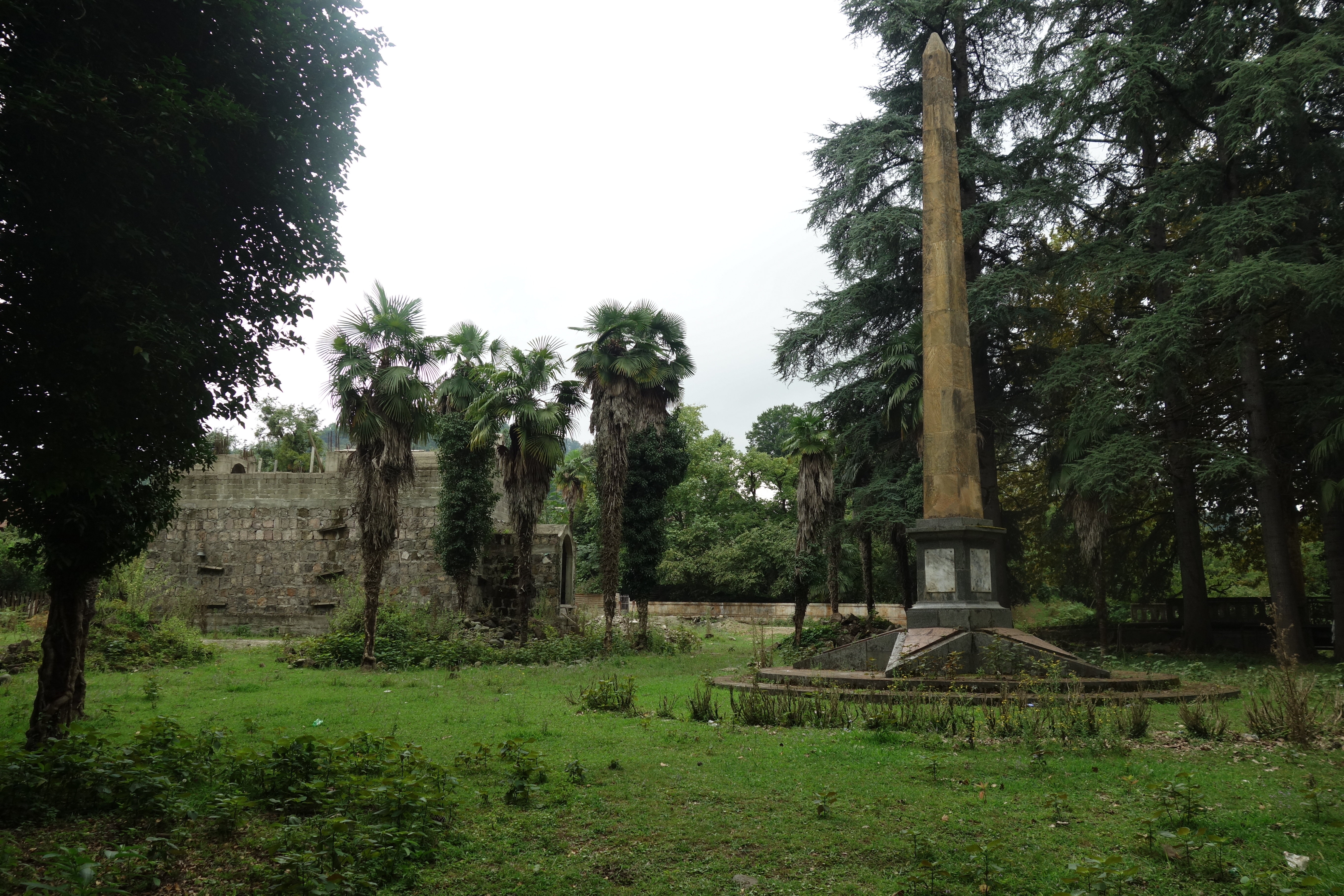
Een Stalin monument